# Franck Pelux
Franck Pelux (prononcé [pøly]), né le 2 février 1988 à Autun (Saône-et-Loire), est un chef cuisinier français doublement étoilé au guide Michelin.
Finaliste de la saison 8 de Top Chef sur M6 en 2017, il a été étoilé Michelin au Crocodile à Strasbourg en 2018 et 2019 puis est de nouveau étoilé au Lausanne Palace à partir de 2021, où il reçoit une seconde étoile en 2023. 

## Biographie
Franck Pelux est initié à la cuisine par sa mère d'origine algérienne et il sait dès le début qu'il veut être cuisinier. Il suit un BEP et passe un bac pro en 2007 au Centre Interprofessionnel de Formation d'Apprentis (CIFA) Jean Lameloise de Mercurey en étant apprenti au restaurant familial. Il commence sa carrière avec le chef  Laurent Peugeot, au Charlemagne (une étoile Michelin) à Pernand-Vergelesses. En partie grâce à son ami d'enfance Fabien Ferré.
En 2011, il est chef de partie viande et poisson d'Arnaud Donckele à la Vague d'Or (alors deux étoiles). Il part ensuite un an comme chef de cuisine à Singapour pour y réaliser l'ouverture du restaurant de Laurent Peugeot, LP + Tetsu.
Courant 2015, il part avec sa compagne en Chine où il est chef exécutif du TRB (Temple Restaurant Beijing) à Pékin, avec une brigade de plus de 30 personnes. Il revient en France à l'automne 2016 le temps du tournage de la saison 8 de Top Chef. Il s'y fait remarquer dès l'épreuve de sélection dans le premier épisode à la fin de laquelle les trois chefs de brigade le sélectionnent pour son plat à cœur coulant. Franck Pelux choisit d'intégrer la brigade de Philippe Etchebest qui le coache pendant tout le concours ; en quarts de finale, il séduit le jury d'inspecteurs du Guide Michelin avec un plat inspiré du poulet-pommes de terre-salade ; il se qualifie en finale où il s'incline face à Jérémie Izarn.
En 2017, après la diffusion du concours sur M6, Franck Pelux est recruté comme chef du Crocodile à Strasbourg, dont il conserve l'étoile Michelin en 2018 et 2019. En 2018, le restaurant est sacré «Meilleur restaurant du Monde» par les utilisateurs de TripAdvisor. En juin 2019, Franck Pelux quitte le Crocodile.
En juillet 2020, Franck Pelux et sa compagne prennent la tête du restaurant gastronomique du Lausanne Palace, à Lausanne (Suisse),. En octobre 2023, le guide Michelin Suisse lui attribue une seconde étoile,.